# Míchov
Míchov je obec v okrese Blansko v Jihomoravském kraji. Žije zde 172 obyvatel.

## Název
Jméno Míchov je hlásková obměna původního Mnichov (doloženého 1561), které vyjadřovalo, že vesnice náležela klášteru v Hradisku.

## Historie
První písemná zmínka o obci se nachází ve falzu ze 14. století a hlásí se k roku 1201 (Mychov).

## Obyvatelstvo
| Rok            | 1869 | 1880 | 1890 | 1900 | 1910 | 1921 | 1930 | 1950 | 1961 | 1970 | 1980 | 1991 | 2001 | 2011 | 2021 |
| -------------- | ---- | ---- | ---- | ---- | ---- | ---- | ---- | ---- | ---- | ---- | ---- | ---- | ---- | ---- | ---- |
| Počet obyvatel | 194  | 213  | 200  | 232  | 249  | 223  | 224  | 178  | 174  | 167  | 144  | 134  | 150  | 162  | 173  |
| Počet domů     | 35   | 36   | 36   | 38   | 41   | 41   | 47   | 48   | 47   | 47   | 47   | 50   | 54   | 57   | 59   |

## Obecní správa
Mezi lety 1869–1985 Míchov  byl obcí v okrese Boskovice (1869–1950) a později v okrese Blansko. Od 1. ledna 1986 do 31. prosince 1991 patřil jako část města k Letovicím a od 1. ledna 1992 je opět samostatnou obcí.

### Obecní symboly
Znak byl obci udělen rozhodnutím předsedy Poslanecké sněmovny Parlamentu České republiky dne 16. července 2014.

## Galerie

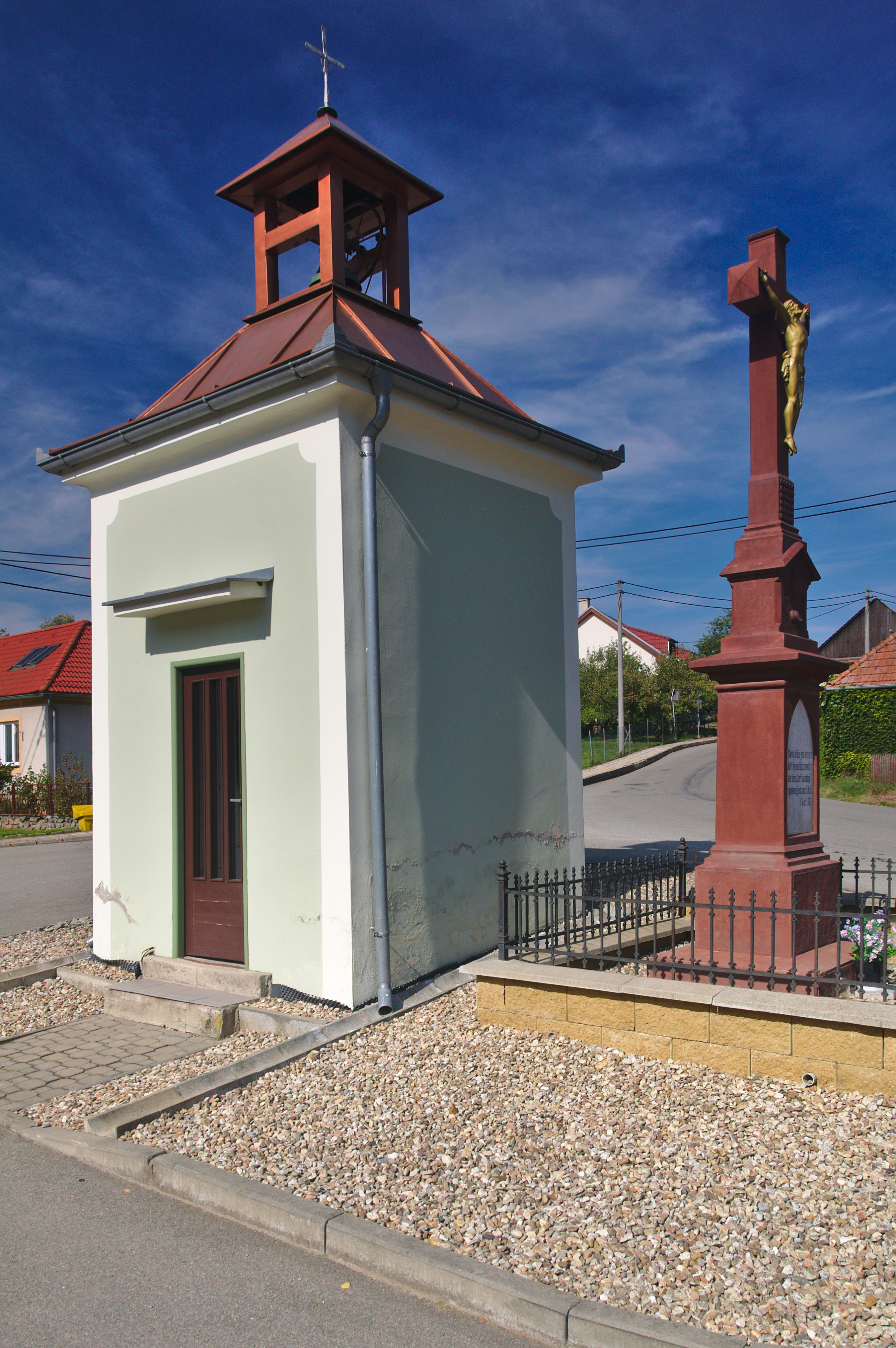
Zvonice
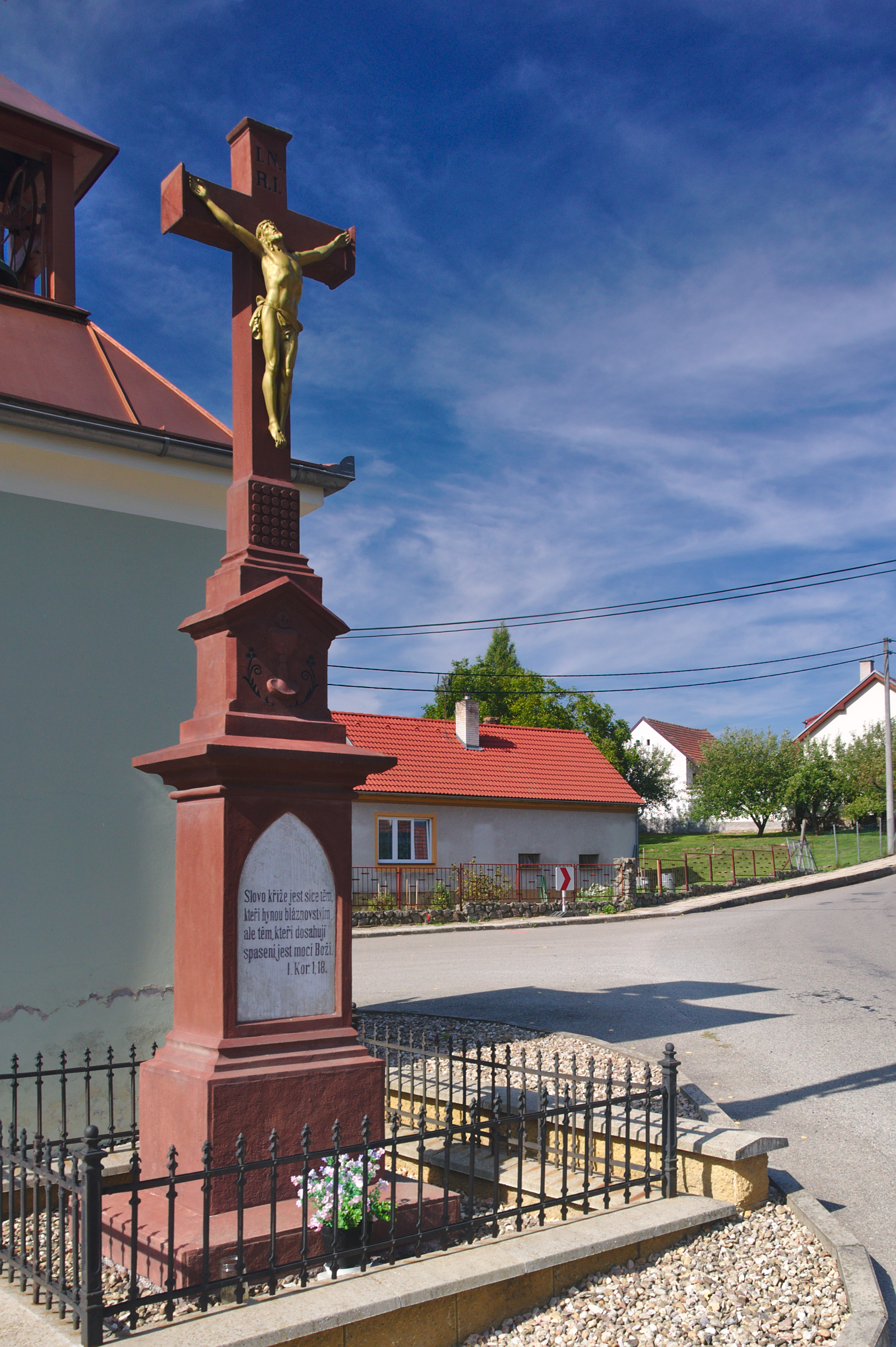
Kříž u zvonice
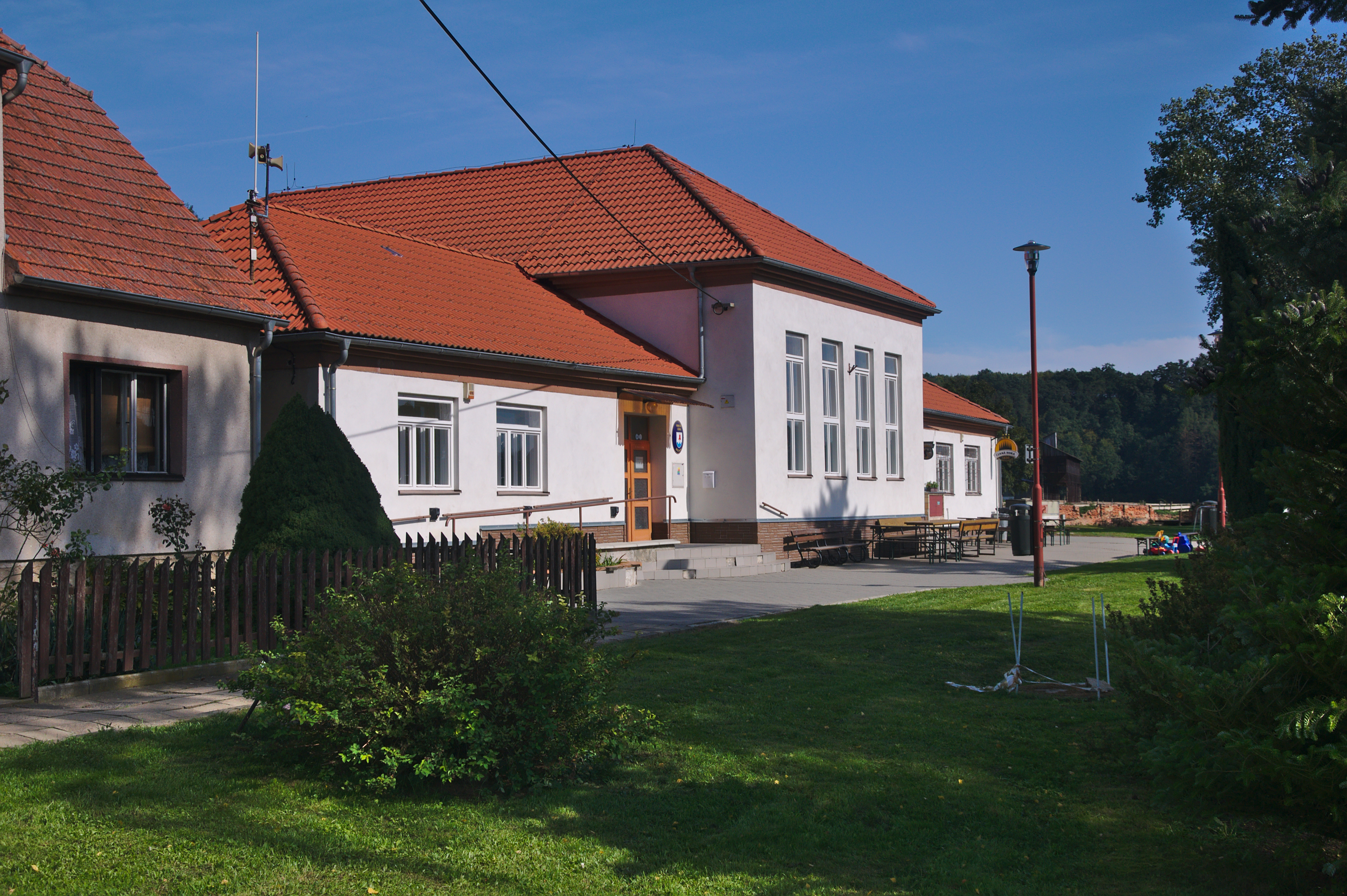
Obecní úřad
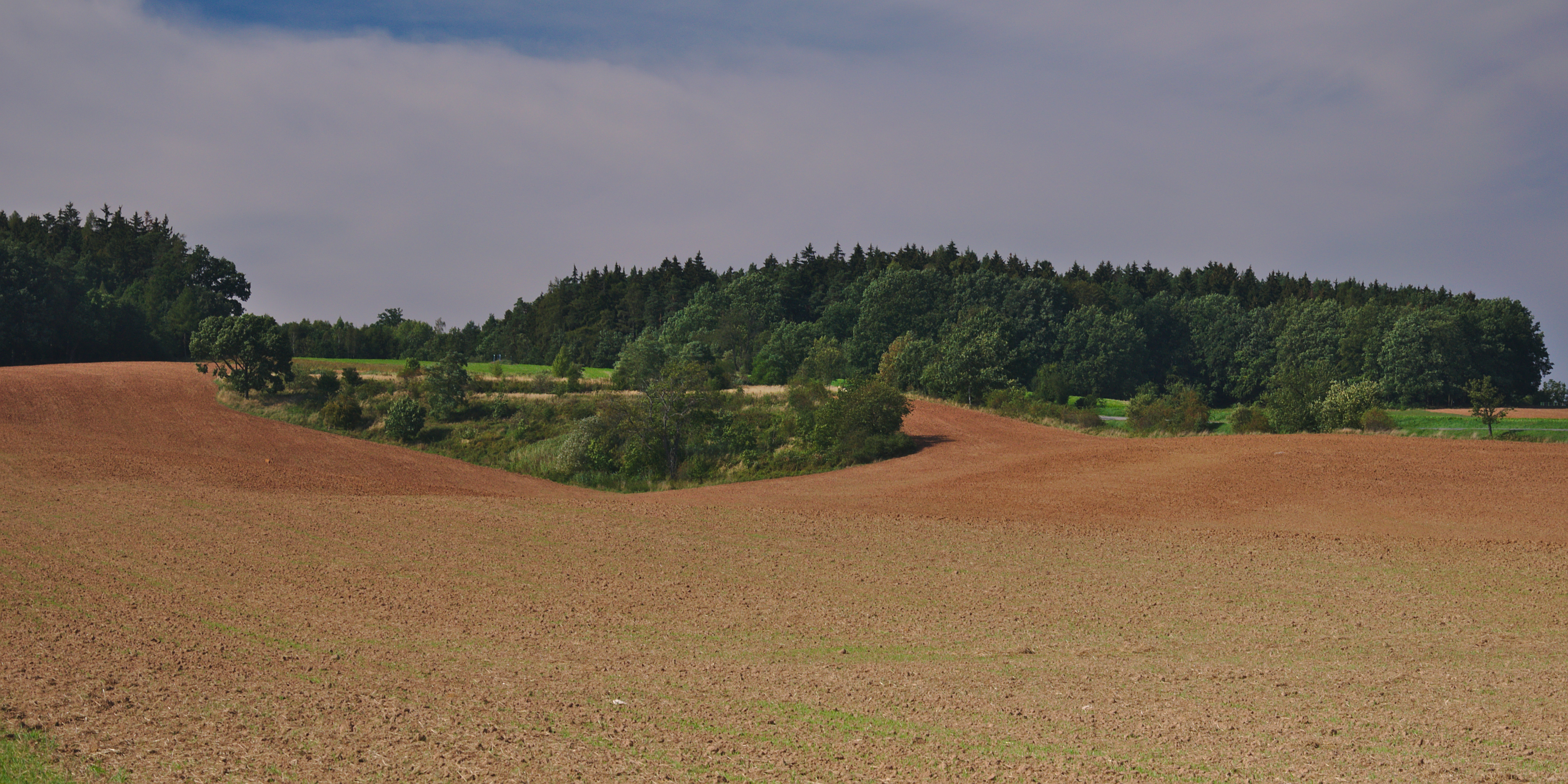
Krajina severně od obce